# Marcello Masi
Marcello Masi (Roma, 10 gennaio 1959) è un giornalista, autore televisivo e conduttore televisivo italiano.

## Biografia
Laureato in scienze politiche con una tesi in storia contemporanea curata da Pietro Scoppola, entrò in RAI nel 1987.
Nel 1989 entrò al Giornale Radio Rai nella cui edizione della notte fu inizialmente fino al 1992 come giornalista economico; nel 1994 passò al TG2 come giornalista parlamentare, e, dal 1996 al 2002, conduttore del TG2 Notte.
Nel 2002 l'allora direttore di Televideo Rai, Antonio Bagnardi, lo nomina suo vicedirettore, ma l'anno successivo torna come vicedirettore al TG2 di Mauro Mazza. Responsabile della rubrica Eat Parade, inventa la rubrica ecologica Alter Eco. Confermato vicedirettore del TG2 nel 2009 da Mario Orfeo. Oltre a Eat Parade cura per quattro anni la storica rubrica di approfondimento TG2 Dossier e la rubrica TG2 Dossier Storie.
Dal 23 giugno 2011 è direttore ad interim del TG2. Il 28 settembre 2011 il CDA Rai lo nomina direttore del TG2. È autore e conduttore con Rocco Tolfa del programma Signori del vino, in onda su Rai 2. Dopo il passaggio di consegne della direzione del TG2 a Ida Colucci nell'agosto 2016, dal 1º ottobre conduce su Rai 1 il programma Linea Verde Life. È ideatore, autore e conduttore del programma di Rai 2 In viaggio con Marcello. Dal 29 giugno al 4 settembre 2020 conduce La vita in diretta Estate in coppia con Andrea Delogu. Dal 13 giugno 2023 al 2 agosto 2024 conduce, in sostituzione di Roberta Morise e Tinto, il programma estivo Camper. Dal 15 gennaio 2024 è ideatore e conduttore del nuovo programma del primo pomeriggio di Rai 3 La seconda vita. Il paradiso può attendere.

### Vita privata
È sposato con Flavia e ha una figlia; si professa cattolico.

## Programmi TV
- Tg2 (Rai 2, 1994-2002, 2003-2016)[3]
- Tg2 Dossier (Rai 2, 2009-2011)
- Signori del vino (Rai 2, 2015-2018)
- Linea verde - L'agricoltura in città (Rai 1, 2016-2017)
- Linea verde va in città (Rai 1, 2017-2018)
- Linea verde Life (Rai 1, 2018-2023)
- In viaggio con Marcello (Rai 2, 2019-2020)
- Linea verde Life Estate (Rai 1, 2019)
- La vita in diretta Estate (Rai 1,  2020)
- Camper (Rai 1, 2023-2024)
- La seconda vita. Il paradiso può attendere (Rai 3, 2024)